# 774
Cette page concerne l'année 774  du calendrier julien.
L'année 774 est une année commune qui commence un samedi.

## Événements
- Spectaculaire augmentation mondiale de 1,2 % du taux de carbone 14 dans l'atmosphère, signature d'un évènement cosmique exceptionnel indéterminé, visible à l'examen de la croissance des cernes des arbres[1],[2].

- 2 avril : Charlemagne se rend à Rome, pour rencontrer le pape Adrien Ier (772–795), à la demande duquel il intervient en  Italie, contre le roi des Lombards, Didier, qui occupe depuis l'année précédente des villes de l'État pontifical[3].  Charlemagne demande au pape une collection complète des textes conciliaires et décret pontificaux pour unifier la législation ecclésiastique sur un texte de base (Collectio Dionysio-Hadriana)[4].

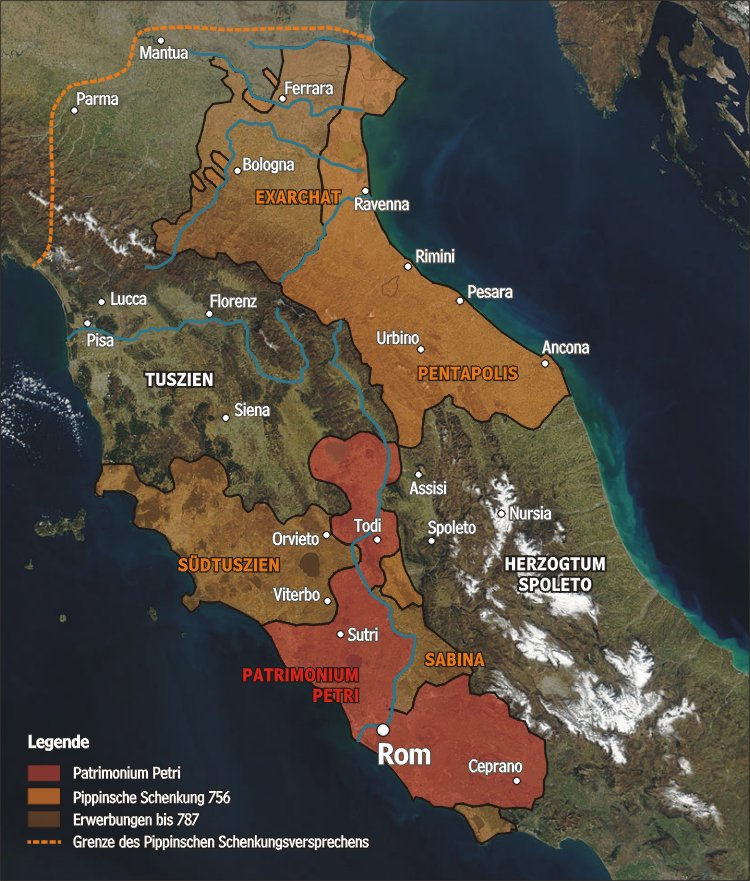
Les États pontificaux vers 800.

- 6 avril : Charlemagne confirme la donation de Pépin à l'Église et ratifie une deuxième donation[5].
- Mai : la flotte byzantine remonte le Danube. Le khan des Bulgares, Telerig se soumet[6],[7].
- 5 juin : après avoir assiégé et pris Pavie, la capitale lombarde, Charlemagne s'intitule, dans ses actes officiels, « roi des Francs et des Lombards » (fin du royaume lombard indépendant). Il fait prisonnier ses neveux (les enfants de son frère Carloman Ier) réfugiés à Vérone et les enferme dans un couvent. Didier de Lombardie doit se faire moine à Corbie. Son fils Adalgis fuit Vérone pour se réfugier à Constantinople[8].
- 1er septembre : Charlemagne inaugure l'église Saint-Nazaire de l'abbaye de Lorsch. Il réside à Ingelheim où il s'est fait construire un palais (768-774)[3].

- Début du règne de Silo des Asturies (fin en 783)[9].
- Campagne de reconstruction de la grande mosquée de Kairouan sous la direction du gouverneur abbasside Yazid Ibn Hâtim[10].

## Naissances en 774
- 31 juillet : Kūkai (空海) (Kōbō-Daishi (弘法大師), moine bouddhiste, écrivain et philosophe japonais du VIIIe siècle. († 22 avril 835).
- Heizei (平城天皇), cinquante-et-unième empereur du Japon († 824).
- Abou Oubeid al Allah Al Qassim Ibn Sallam, philologue, grammairien, exégète du Coran et juriste († 837)

## Décès en 774
- Aurelio des Asturies
- Abu Mikhnaf, historien arabe